# Marmouillé
Marmouillé foi uma comuna francesa na região administrativa da Normandia, no departamento Orne. Estendia-se por uma área de 9,75 km². Em 2010 a comuna tinha 179 habitantes (densidade: 18,4 hab./km²).
Em 1 de janeiro de 2016, passou a formar parte da comuna de Chailloué.